# Алавіти (релігійна група)
Алавіти перенаправлено сюди. Для інших значень див. Алавіти (значення).
Алаві́ти (нусайрити) — шиїтська релігійна група. Вони переконані в божественності Алі, у тому, що він є об'єктом поклоніння, і поклоняються йому. Варто не плутати алавітів і алевітів, що є окремою релігійною групою в Туреччині.
Назву отримали від праведного халіфа Алі, що був зятем і кузеном Магомета. Історично вони мали назву Нусайрити (араб. نصيريون), але воліють мати назву алавіти на честь Алі.

## Історія

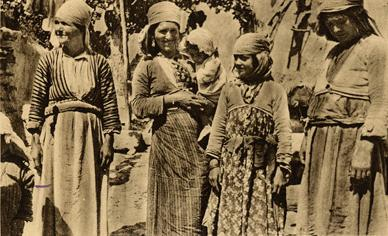
Жінки алавітів у Сирії, початок XX сторіччя.

Походження алавітів суперечливе. Вважається, що вони є нащадками людей, які жили на теренах Родючого півмісяця за часів Александра Македонського і поступово додали елементи ісламу і християнства до своїх вірувань.
Можливо вони були спочатку нусайрійською сектою, яка була знищена шиїтами-двонадесятниками у IX сторіччі. Алавіти безпосередньо стежать за їх походженнями з одинадцятого шиїтського імама, Гасан аль Аскарі (†873), і його учня ібн Нусайр (†868).
Ібн Нусайр проголосив себе Bāb, брамами одинадцятого імама в 857. Можливо, секта була заснована послідовником Ібн Нусайра, відомим як Аль-Хасибі, який помер в Алеппо в 969. Онук Аль-Хасибі, Аль-Табарані, переїхав у Латакію на Сирійському узбережжі. Там він формував алавітську релігію і зі своїми учнями навернув до неї багато кого з місцевого населення.
У X сторіччі алавіти досягли розквіту за часів Гамданідської династії в Алеппо, але були вигнані, коли династія була повалена у 1004. У 1097 хрестоносці спочатку напали на них, але пізніше об'єдналися з ними проти ісмаїлітів. У 1120 алавіти зазнали поразки від ісмаїлітів і курдів, але трьома роками пізніше вони успішно захистили курдів. У 1297 ісмаїліти й алавіти спробували вести переговори про об'єднання, але марно.

Прапор Алавітської держави.

Після падіння Османської імперії Сирія і Ліван підпали під Французький мандат. Французи визнали термін Алавіти, коли вони зайняли Сирію в 1920. Французька республіка надала автономію алавітам та іншим меншинам і прийняла алавітів у свої колоніальні війська. Під мандатом алавітські керманичі підтримували поняття окремої нації алавіти і пробували перетворити свою автономію на незалежність. «Алавітська держава» була створена в 1925. У травні 1930 був створений уряд Латакії. 28 лютого 1937 була об'єднана з Сирією.
У 1939 частина північно-західної Сирії, Санджак Александретта, зараз Хатай, де мешкала велика кількість алавітів, була передана французами Туреччині, що спричинило хвилю обурення у алавітів і сирійців. Закі аль-Арсузі, молодий лідер алавітів в Антиохії й Александретті (пізніше перейменовано в «Хатай» турками), розпочав опір анексії своєї провінції Туреччиною. Пізніше він став засновником Партії Баас разом із православним шкільним вчителем Мішелем Афлаком. Після Другої світової війни Салам аль Муршид грав головну роль в об'єднанні провінції алавітів з рідною сухопутною Сирією. Це сталося в понеділок 12 грудня 1946 в Дамаску.
Сирія стала незалежною 16 квітня 1946. Після Арабо-ізраїльської війни 1948–49 років Сирія пережила військовий переворот у 1949, піднесення партії Баас і об'єднання країни з Єгиптом в Об'єднану Арабську Республіку в 1958. ОАР існувала протягом трьох років і розпалася у 1961, коли група армійських офіцерів захопила владу й оголосила незалежність Сирії. Далі був військовий переворот за участю роздратованих офіцерів алавітів, зокрема Хафез аль-Асада і Салах Джадіда, який допоміг Партії Баас узяти владу в 1963. У 1966 алавітські військові офіцери вчинили черговий військовий переворот, змістивши християнина Мішель Афлака і суніта Салам аль Муршида з керівних посад. Вони просували Закі аль-Арсузі, як «Сократа» на провідні посади партії Баас.

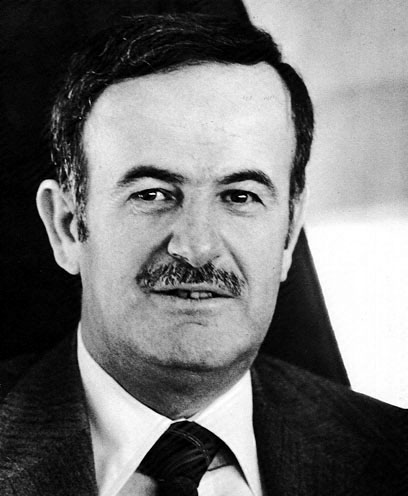
Хафез аль-Асад

У 1970 полковник сирійських повітряних сил, алавіт Хафез аль-Асад узяв владу і розпочав Виправну революцію Баас.
У 1971 Хафез аль-Асад став президентом Сирії, Конституція якої дозволяє тільки мусульманам займати цей пост. У 1974 Імам Мусса Садр, голова ліванських шиїтів-двонадесятників і засновник руху Амаль, проголосив, що алавіти є шиїтами.

## Вірування алавітів
Алавіти мають релігійну таємницю. Згідно з Британською енциклопедією, «основна доктрина віри алавітів — обожнювання Алі ібн Абі Таліба. Вони вважають, що є помірними шиїтами, не маючи багато відмінностей від шиїтів-двонадесятників». Теологічно алавіти сьогодні прагнуть бути шиїтами-двонадесятниками, але традиційно їх вважають екстремістами (араб. غلاة).
Алавітська секта є гностичним шиїзмом. Алавіти вважають, що Імам Алі — дійсний наступник Мухаммеда, а також як треба читати Коран алегорично.
Є не цілком достовірні відомості, що головна священна книга алавітів — «Китаб аль-Маджму», містить 16 сур і є наслідуванням Корану. Повністю достовірних текстів Китаб аль-Маджму у розпорядженні європейських сходознавців немає. Вважають, що вона починається таким чином: «Хто наш пан, який створив нас? Відповідь: це емір віруючих, емір віри, Алі Ібн Абу Талеб, Бог. Немає Бога окрім нього».
Деякі фахівці вважають, що в основі віровчення алавітів — уявлення про «вічну Трійцю»: Алі як втілення Сенсу, Мухаммед як втілення Імені і Сальман аль-Фарісі, сподвижник Пророка і перший не-араб (перс), що прийняв іслам як втілення Брам («Аль-баб». «Брами» — титул найближчого сподвижника всякого імама). Вони виражаються буквами: «айн», «мім» і «син-амас». Європейські релігійні проповідники і конфесійні сходознавці приписують алавітам стійку прихильність «таємному знанню» і схильність до містичних обрядів.
Гностично налаштовані сходознавці на підставі свідчень ренегатів алавізму вважають, що Алі — втілення Божественного Сенсу, тобто Бога; все суще — від нього. Мухаммед — Ім'я, віддзеркалення Бога; Мухаммед створив аль-Фарісі, який є брами Бога через Ім'я. Вони єдиносущні і нероздільні. Вельми шанувалась також Фатіма, дочка пророка Мухаммеда і чоловіка Алі — як безстатева істота з світла аль-Фатір. Пізнати Бога неможливо, якщо тільки він сам не відкриється, з'явившись в образі людини; таких явищ було сім (в особі пророків, що визнаються ісламом): Адам, Нух (Ной), Якуб (Іаков), Муса (Мойсей), Сулейман (Соломон), Іса (Ісус) і Мухаммед. Все це — втілення Алі. Сам Мухаммед (згідно з алавітами) заявив: «Я з Алі, а Алі з мене»; але Алі був суттю не тільки Мухаммеда, а й усіх попередніх пророків.
При цьому, за відомостями християнських місіонерів, алавіти дуже шанували також Ісу (Ісуса Христа), християнських апостолів і ряд святих, святкують Різдво і Великдень, на богослужіннях читають Євангеліє і причащаються вином, використовують християнські імена. Серед алавітів є 4 основні конфесійні організації, які швидше за все, не підпорядковуються одна одній. Вони поклоняються Місяцю, Сонцю, вечірній і ранковій зорі, і в цьому питанні у них існують розбіжності. Так звані «шамсиюн» (поклонники Сонця) вважають, що Алі «відбувся з серця Сонця». Поклонники світла вважають, що Алі «відбувся з ока Сонця», тоді як «калязіюн» (по імені основоположника — шейха з Галілєї Мухаммеда Калязі) ототожнюють Алі з Місяцем. Крім того алавіти діляться на тих, хто поклоняється світлу («нур») і тьмі («зульм»).
За народним повір'ям неосвічених алавітів, люди існували до створення Землі і були вогнями, що світилися, і планетами; тоді вони не знали ні слухняності, ні гріха. Вони спостерігали Алі як Сонце. Потім Алі являвся їм в різних статях, демонструючи, що пізнавати його можна лише тоді, коли він сам вибере засіб для цього. Після кожної появи проходило сім тисяч сімсот сім років і сім годин. Потім Алі-Бог створив земний світ і дав людям тілесну оболонку. З гріхів він створив демонів і шайтанів, а з підступів шайтана — жінку.
Вважається, що алавіти визнають переселення душ (танассух). За народним повір'ям, після смерті душу людини переселяється в тварину, причому душа поганої людини — в тих тварин, яких споживають; після семиразової інкарнації душа праведника потрапляє в зоряну сферу, душа ж грішника — в сферу демонів. Багато європейських сходознавців вважають, що у жінок душі немає. Є сумнівні відомості, що жінок алавіти не учать молитвам, не допускають на свої богослужіння.
З ісламських джерел виходить, що в ісламській традиції алавіти відкидають шаріатські мазхаби сунітів і, можливо, шиїтів, а також ті з хадисів, що сходять до дійсних і уявних ворогів Алі — першого халіфа Абу-Бакру (як «узурпаторові» влади Алі) і дружини Пророка Аїші (що билася проти Алі).
Вони вважають, що кожен пророк світового масштабу подібно до Ісуса або Мухаммеда прибув показати правильний шлях.
Імам Алі, Мухаммед і Сальман Перський важливі для віри. Відповідно, вони названі Ідеєю, Ім'ям, і Брамою бога. У 6 сурі Муджма, в одному з їхніх текстів, це заявлено: «я роблю для брам, я принижуюся перед Богом, я поклоняюся суті».
Більшість алавітів («Аммах») знають мало про вміст священних текстів або теологію, яку охороняє маленький клас чоловічих посвячених («Хассах»). Для посвячення особі має бути 15 і має бути алавітом. Вони вірять у метемпсихоз; душа благочестивого піднімається до зоряних небес через низку перетворень. Менш благочестиві душі вимагають більшу кількість перетворень.

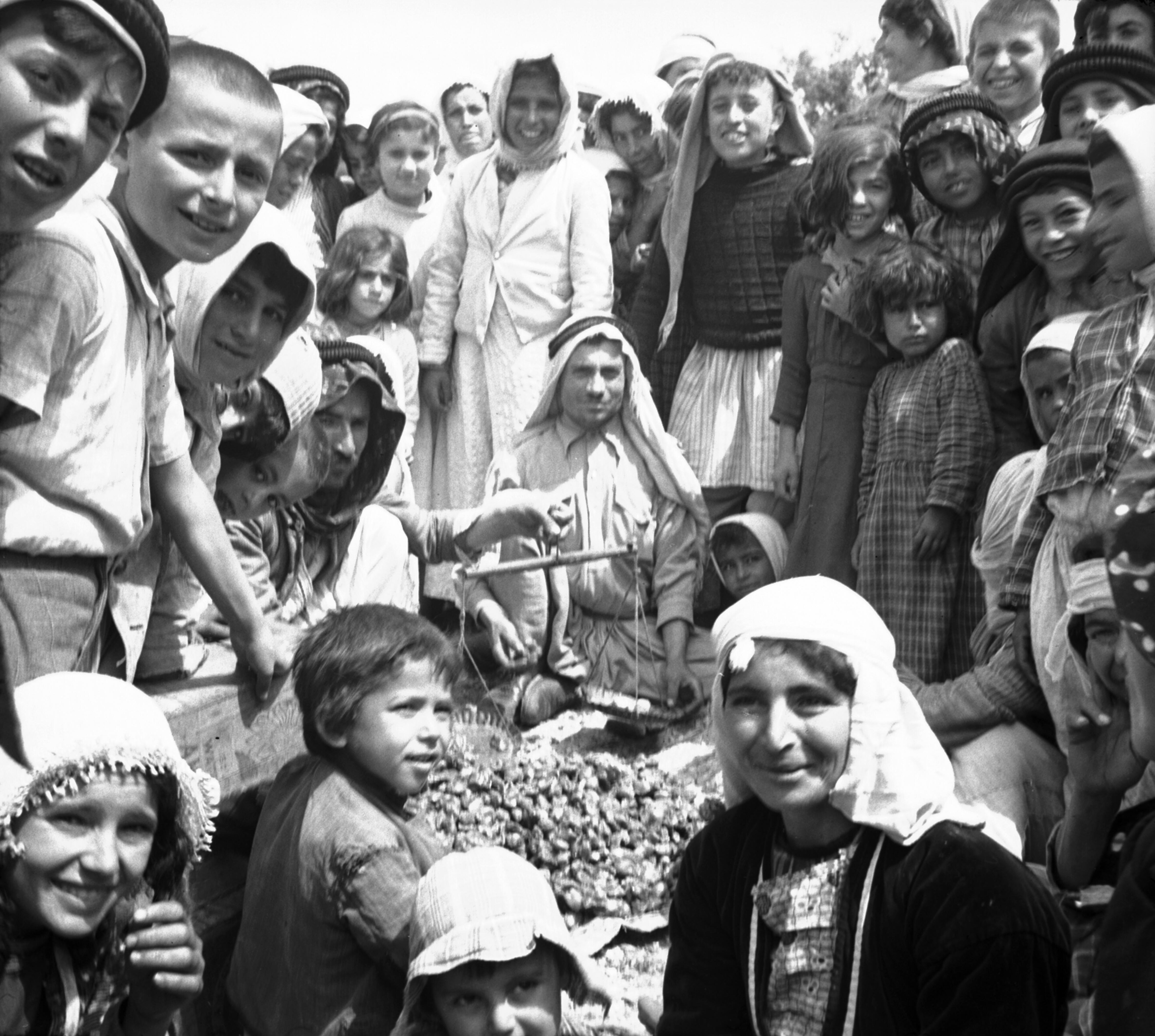
Алавітське свято у Банйясі, Сирія під час Другої світової війни

Декілька джерел свідчать, що алавізм є синкретичною сектою і має спорідненість з християнством, зороастризмом і стародавнім фінікійським язичництвом, але це важко перевірити через секретну природу секти. Вважається, що вони святкують християнські свята як наприклад Різдво, Великдень і Водохреща, а також зороастрійські Новий рік, Навруз, разом з регулярними святами шиїтів.
Наполегливість на конформізмі принесла багаті політичні дивіденди — алавіти мають усі права мусульман у Сирії. Проте, алавіти заплатили високу ціну за політичний успіх і для частки політичної влади й рівності в країні.
Алавіти мають поділ на підсекти; Гайдаріййя, Шамсиюн (Сонячна секта) і Камарі Місячна секта. Секти пов'язані з племенним поділом.

## Населення

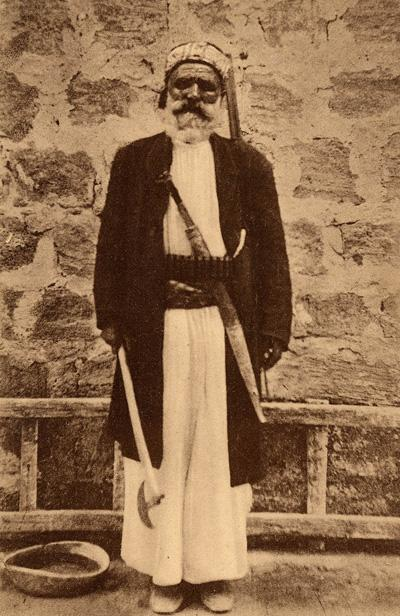
Алавітський чоловік з околиць Латакії на початку XX сторіччя

Традиційно, алавіти живуть в горах уздовж Середземного моря на узбережжі Сирії; Латакія і Тартус — головні міста регіону. Алавіти також сконцентровані на рівнинах навколо міст Хама і Хомс. Сьогодні алавіти живуть у всіх головних містах Сирії. Зараз їх близько 11 % населення (близько 2 млн). Ортодоксальні шиїти-двунадесятники становлять ще 10 % населення.
До 1953 вони мали місця в сирійському парламенті, подібно до всіх інших релігійних громад. Після цього, зокрема до 1960 перепису, були тільки загальні ісламські і християнські категорії, без згадки підгруп.
Близько 100 тис. алавітів живе в Лівані, де за Таїфською угодою 1989 року їм надано два місця в парламенті (алавіти визнані, як одна з 18 офіційних ліванських сект). Вони живуть здебільшого в Триполі і маленьких селах в Аккаріі. Алавітська міліція, Червоні Арабські Лицарі брали участь у Громадянській війні в Лівані.